# Port de Touapsé
Le port de Touapsé est un port maritime dans le sud de la Russie sur la mer Noire.

## Histoire
Il se situe dans l'estuaire du fleuve Touapsé avec un premier môle en 1898 et en 1923 était un lieu d'échange de céréales ;  en 1929 le port devenait exportateur de pétrole avec sa raffinerie.
L’Ukraine revendique, le 8 mars 2023, une attaque de drones.
L’Ukraine revendique, le 22 juillet 2024, une attaque de drones contre la raffinerie du port elle a déclenché un incendie.

## Intermodalité
Touapsé a un important port en eau profonde, où aboutit un oléoduc. Parmi les principaux secteurs industriels figurent
- le raffinage du pétrole, en pleine modernisation et expansion : OAO Rosneft-Touapséneftteprodoukt (ОАО "Роснефть-Туапсенефтепродукт") et OAO Rosneft-Touapski NPZ (ОАО "Роснефть-Туапсинский НПЗ")
- la construction navale : OAO Touapski soudoremontny zavod ou TSRZ (ОАО "Туапсинский судоремонтный завод").
- Le groupe EuroChem y a construit un terminal lourd pour ses chimiquiers en 2010-2011.

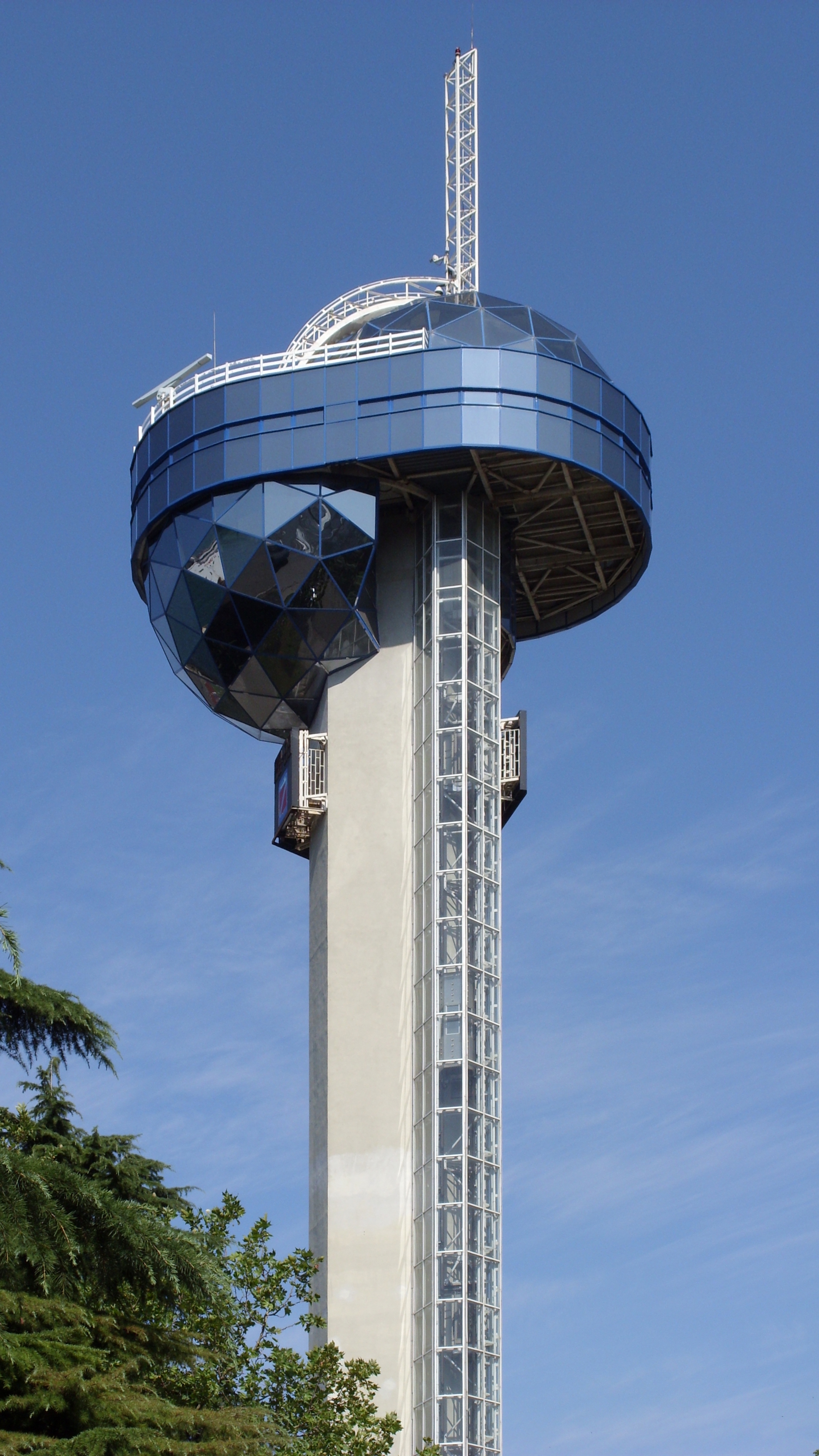
Sa tour.
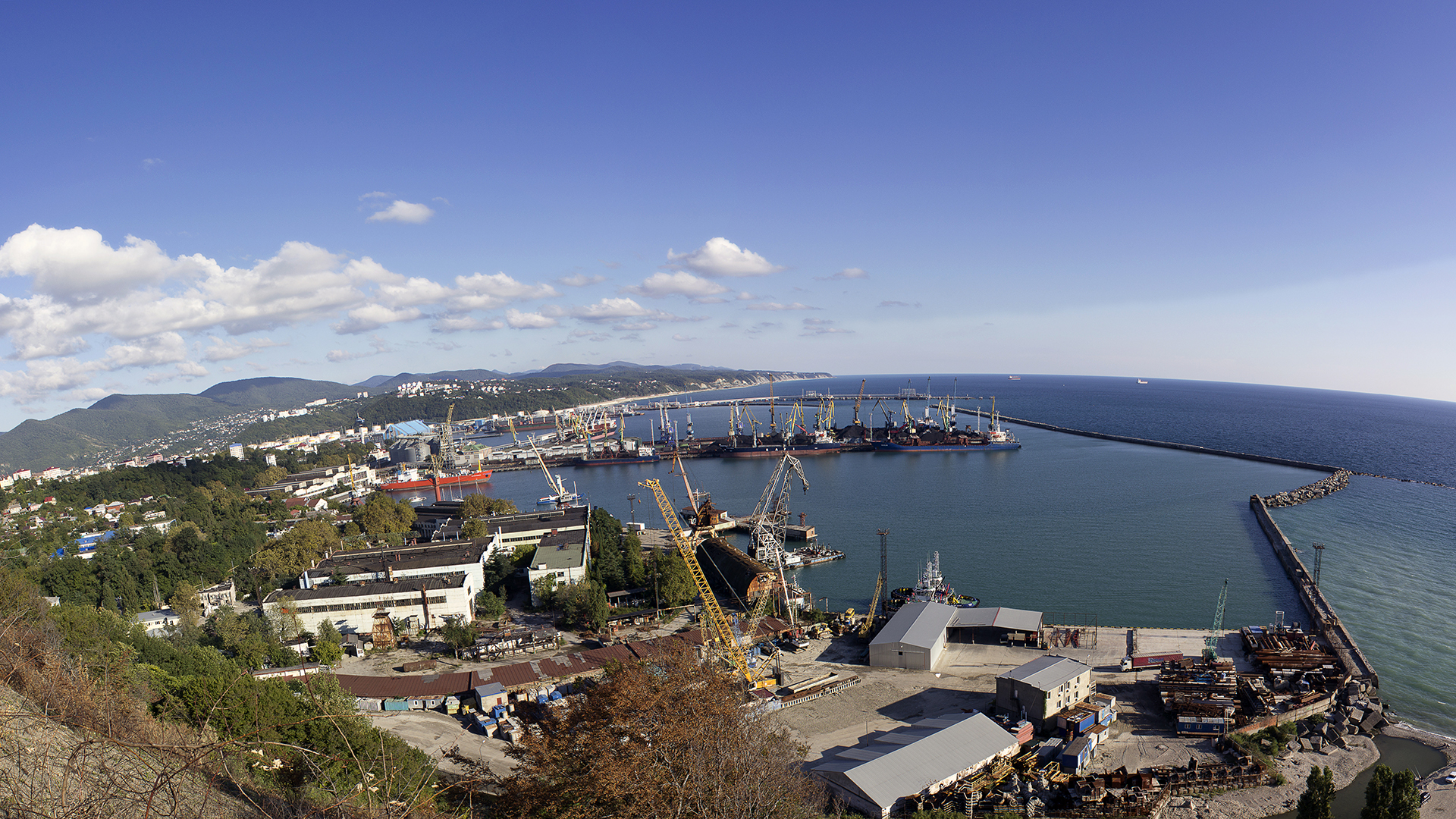
La baie.
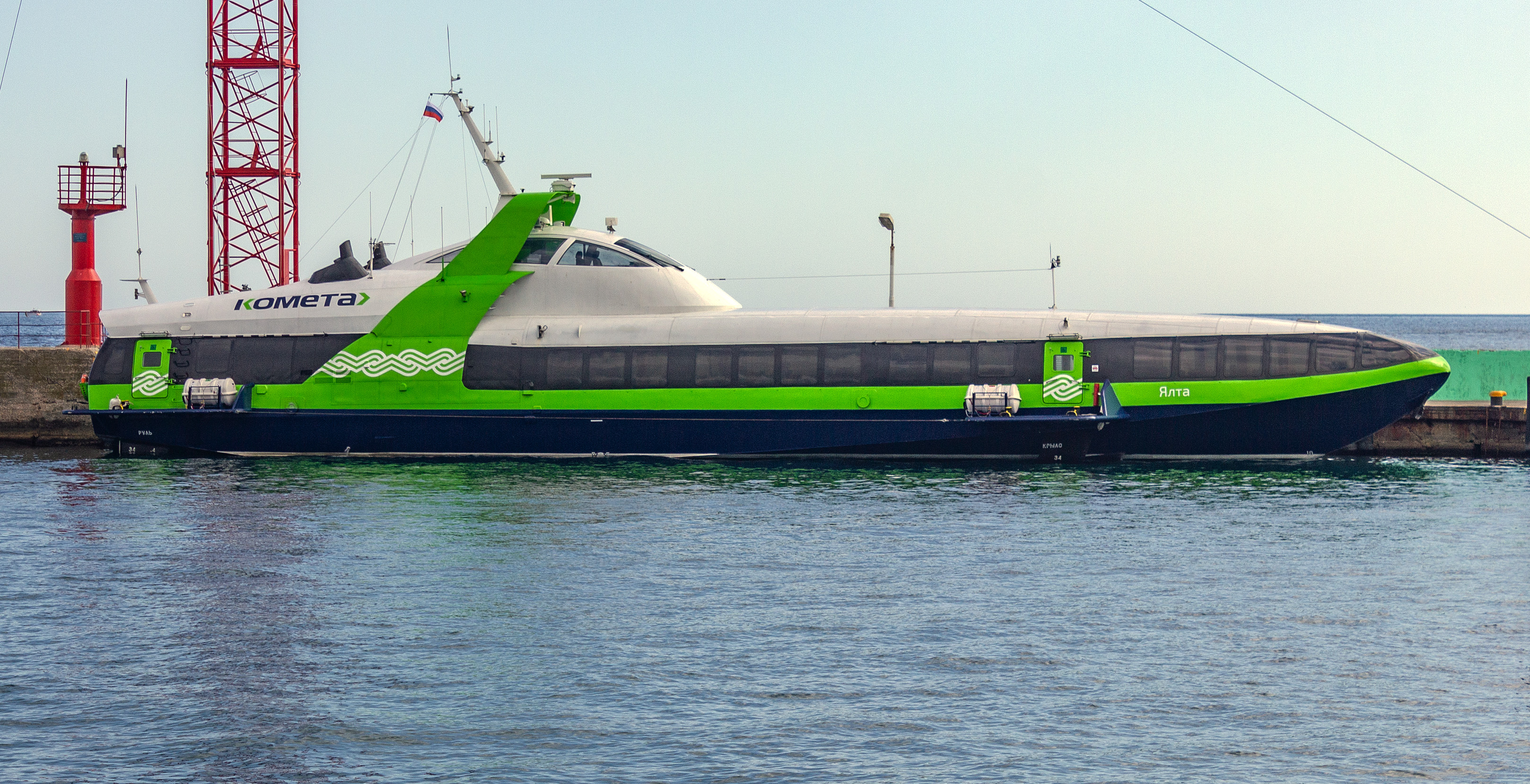
L'hydroptère Yalta y est enregistré.